# Baltic Dry Index
Pour les articles homonymes, voir BDI.

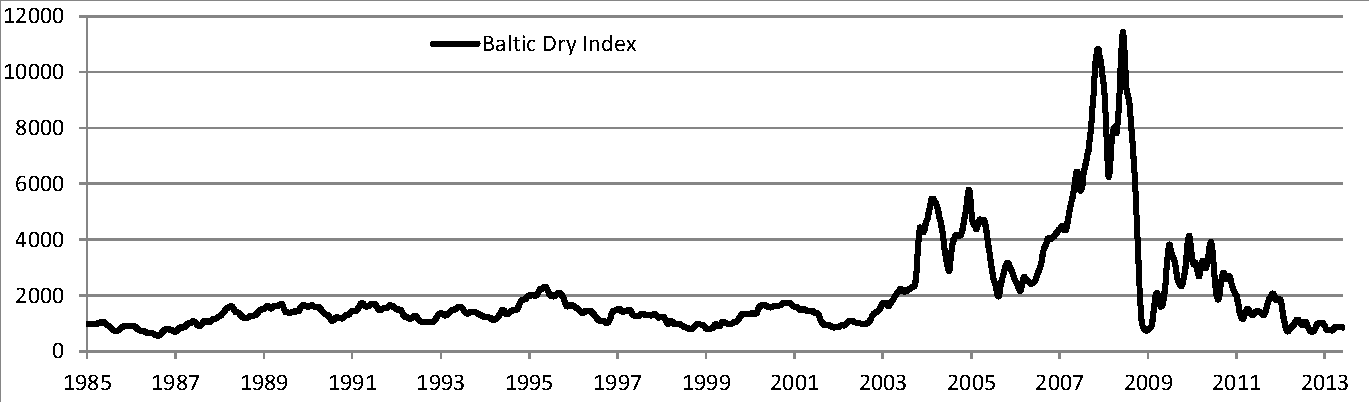
Fluctuations du Baltic Dry Index, de 1985 à 2013.

Le Baltic Dry Index (BDI) est un indice des prix pour le transport maritime dans le monde, moyenne de plusieurs autres indices. Le terme « dry » fait référence au type de transport, en vrac sec (principalement minerais, charbon et céréales), tandis que le terme « baltic »  ne fait pas référence à la mer Baltique, mais à la société qui publie l'indice, la société britannique Baltic Exchange basée à Londres (qui publie une douzaine d'indices tous relatifs au transport maritime). 
C'est un indicateur de l'équilibre des prix entre l'offre de navires et la demande de transport international, et, à ce dernier titre, reflète dans une certaine mesure l'état de l'économie mondiale.

## Histoire
De nombreuses commodités ont depuis longtemps leurs marchés à terme. Un marché à terme pour les contrats de transport maritime a néanmoins tardé à émerger, du fait que le fret n'est pas un produit physique mais un service. Il est effectivement impossible de procéder à une livraison physique d'un contrat à terme pour un service. Cet obstacle a été éliminé par la procédure de règlement financier (et non physique), procédé seulement inventé en 1982.    
Créé en 1985, le Baltic Freight Index (BFI) était le premier indice de taux d'affrètement globaux. Le contrat fut négocié dès le 1er mai 1985 sur le London Commodity Exchange (LCE), lequel a depuis fusionné avec Euronext.   
Le BDI est le successeur du BFI depuis le 1er novembre 1999. L'indice s'est complexifié avec le transport maritime global, mais a conservé les mêmes principes. 

## Description

### Formule
Le BDI est un indice composite calculé comme la moyenne arithmétique des indices du Baltic Capesize Index (BCI), du Baltic Panamax Index (BPI), du Baltic Supramax Index (BSI) et du Baltic Handysize Index (BHSI), aussi publiés par le Baltic Exchange. 
{\displaystyle BDI=0.25(BCI+BPI+BSI+BHSI)*0.113473601}
Dix routes sont étudiées pour les navires Capesize,  4 pour les Panamax, 6 pour les Supramax et 6 pour les Handysize, soit un total de 26 routes maritimes pour le BDI. Les tailles de navire et les clauses contractuelles et commerciales sont standardisées, afin que les indices soient comparables.   
Les routes représentées dans chacun de ces indices ont pour vocation de représenter fidèlement l'affrètement mondial de vraquiers transportant des cargaisons sèches, cependant la pondération égale de chaque sous-indice ne reflète pas exactement l'importante réelle de l'affrètement correspondant.   
Les routes sont toujours susceptibles de changer, tout comme les ports principaux d'exportations et d'importations. De nouveaux types de bateaux apparaissent également, donnant lieu à certains ajustement des indices.   
| Indice | Catégorie du navire | Port en lourd du navire (en tonnes) | % de la flotte mondiale | % du trafic de matières sèches | Pondération dans le BDI |
| ------ | ------------------- | ----------------------------------- | ----------------------- | ------------------------------ | ----------------------- |
| BCI    | Capesize            | 100 000+                            | 10 %                    | 62 %                           | 25 %                    |
| BPI    | Panamax             | 60 000-80 000                       | 19 %                    | 20 %                           | 25 %                    |
| BSI    | Supramax            | 45 000-59 000                       | 37 %                    | 18 % avec Handysize            | 25 %                    |
| BHSI   | Handysize           | 15 000-35 000                       | 34 %                    | 18 % avec Supramax,            | 25 %                    |

### Méthodologie
Les 4 indices qui composent le BDI sont estimés sur la base des indications données par un panel international de courtiers maritimes quant aux derniers contrats conclus. Chaque indice possède un panel différent, mais certains courtiers comme Arrow Chartering et Barry Rogliano Salles participent à plusieurs panels.   
Les taux d'affrètement négociés chaque jour ne portant probablement jamais exactement sur les routes, tailles de navires et termes commerciaux requis par la définition des indices composant le BDI (cela correspond au risque de base), chaque panéliste doit ajuster les taux réels afin de refléter ces différences. Par exemple si le cargo a été chargé sur un navire handysize avec un port en lourd de 30 000 tonnes, soit 1,07 fois le tonnage standard de 28 000 tonnes, le taux de fret (30 dollars) pourra être ajusté en le divisant par 1,07 (soit 28 dollars).    
Les taux de fret basés sur des charte-partie de voyage sont ensuite ajustés afin de les comparer aux taux de fret basés sur la durée. Ils sont donc divisés par un coefficient constant avant d'en faire la moyenne.    

### Accessibilité
L'évolution en temps réel de cet indice est accessible par abonnement auprès du Baltic Exchange, qui constitue la source primaire. Il fait également partie des informations financières proposées par Thomson Financial, Reuters et Bloomberg.

### Fluctuations
Le BDI reflète les dynamiques de chacun des sous-indices qui le composent. Parmi eux, le BCI est le plus volatil.  
Depuis sa création, le BDI a connu une volatilité significative. Le 20 mai 2008, il a atteint son plus haut niveau historique, à 11 793 points, les taux de fret ayant doublé à la suite de l'explosion du trafic maritime avec la demande chinoise en matières premières (cette période s'appelle le « supercycle »).  
Peu avant la crise bancaire et financière de l'automne 2008, le BDI chute et perd 94 % de sa valeur en quelques mois. Le 20 décembre 2008, il atteint 663 points.  
Le BDI a connu un nouveau niveau le plus bas en 30 ans le 10 février 2016, à 179 points, du fait de la présence excédentaire de navires.  

## Importance
Les fluctuations du BDI dépendent de facteurs fondamentaux. L'activité économique globale et la demande pour le transport maritime (ou l'offre de marchandises à transporter), ainsi que les cycles économiques et saisonniers jouent un grand rôle. Du côté de l'offre, le nombre de navires, leur tonnage, ainsi que leurs productivité et coût opérationnel sont des facteurs déterminants.  
Parce qu'il est fondamentalement lié aux fluctuations du commerce international, le BDI a souvent été considéré comme un indicateur fiable de la variation future du PIB,.
Le raisonnement est le suivant : l'obtention de commodités et de matières premières est une condition indispensable à la production industrielle. La demande de fret maritime peut donc, sous certaines conditions, permettre de prévoir la reprise économique, et inversement. 
Cependant, le niveau du BDI est également sensible à l'offre relative de navires, indépendamment de l'activité économique ou de la production industrielle.